# Gordonia lasianthus
Gordonia lasianthus är en tvåhjärtbladig växtart som först beskrevs av Carl von Linné, och fick sitt nu gällande namn av Job Bicknell Ellis. Gordonia lasianthus ingår i släktet Gordonia och familjen Theaceae. Inga underarter finns listade i Catalogue of Life.

## Bildgalleri

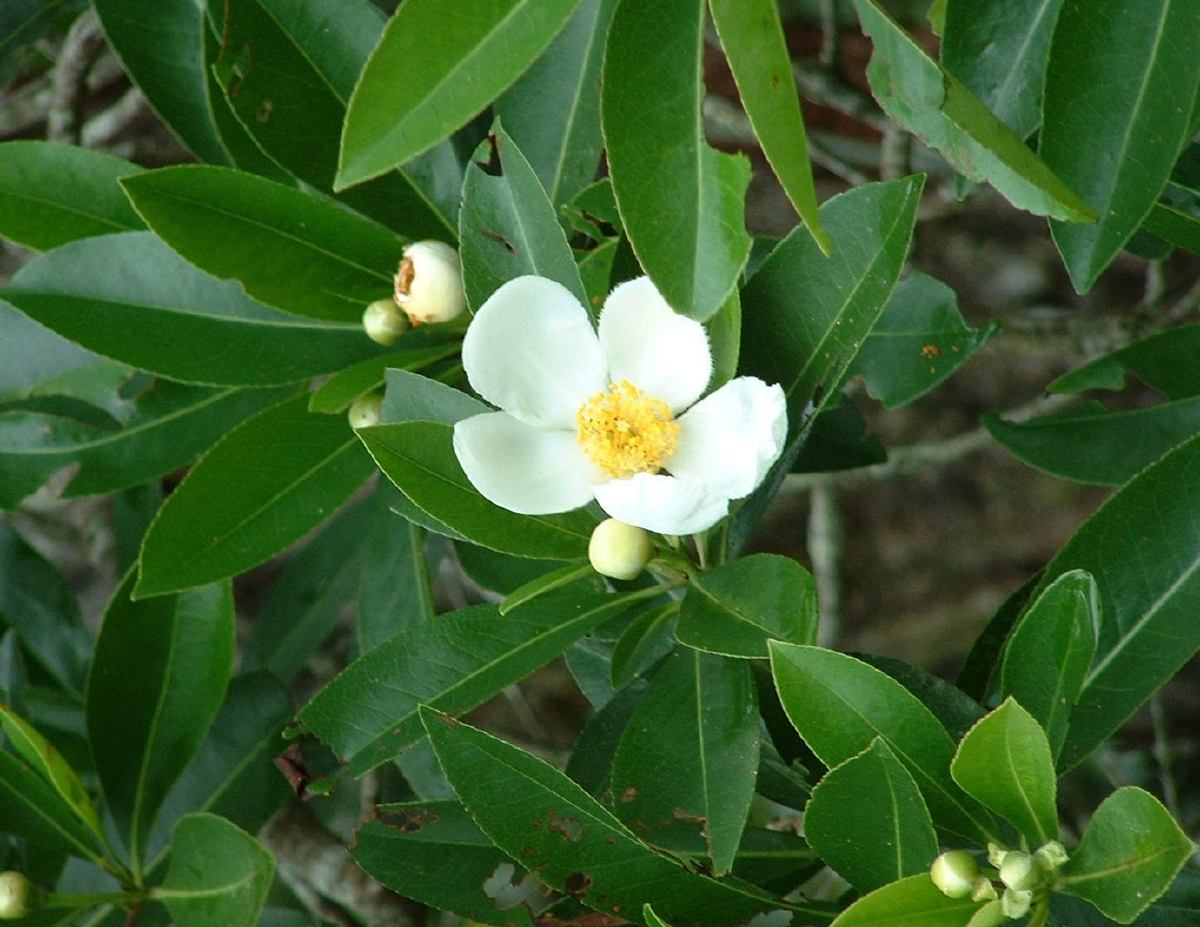
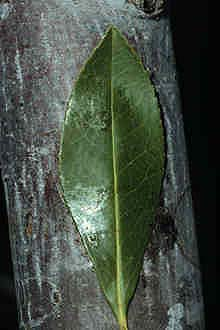
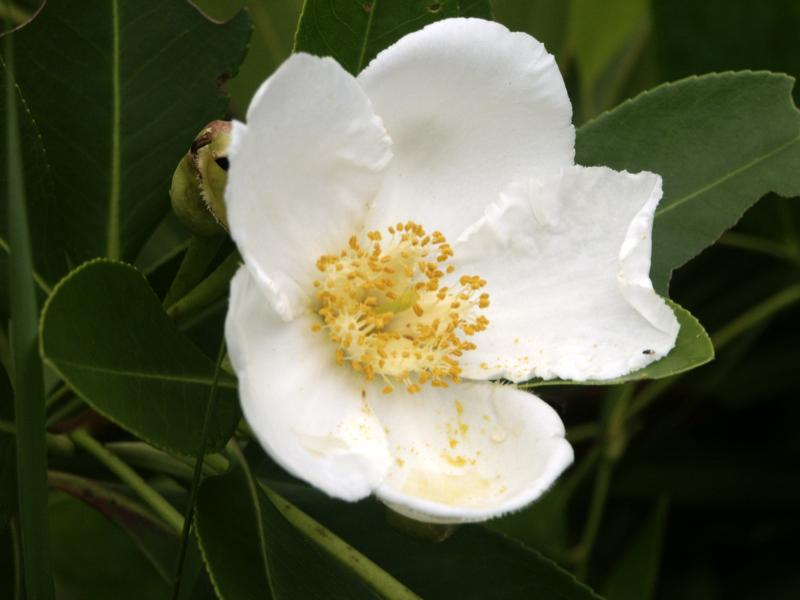
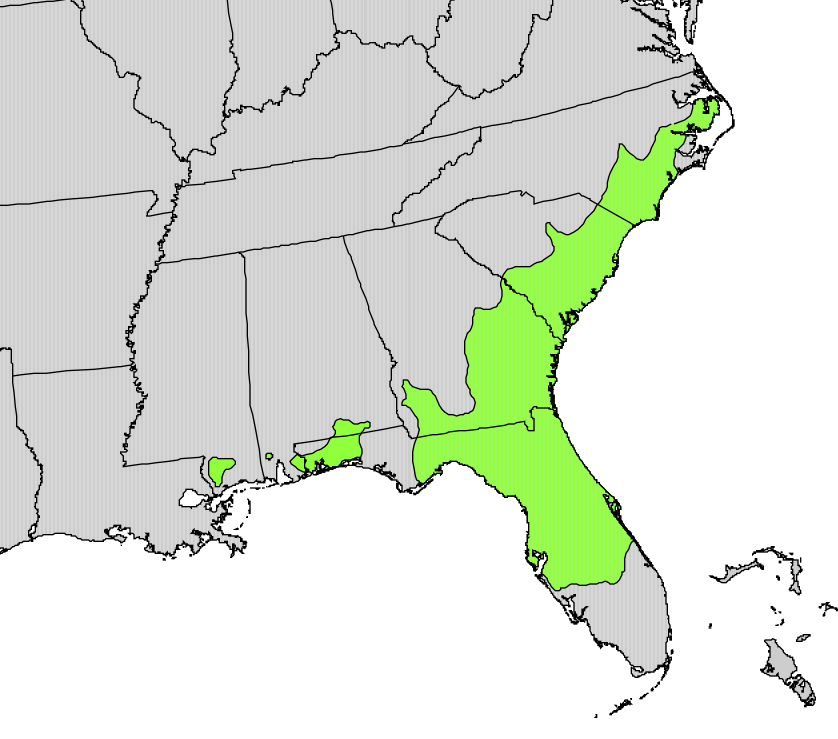